# Division I i bandy 1955
Division I i bandy 1955 var Sveriges högsta division i bandy säsongen 1955. Södergruppsvinnarna Örebro SK lyckades vinna svenska mästerskapet efter seger med 7-1 mot norrgruppsvinnarna Edsbyns IF i finalmatchen på Stockholms stadion den 20 februari 1955.

## Upplägg
Gruppvinnarna i de två geografiskt indelade åttalagsgrupperna möttes i final, och lag 7-8 i respektive grupp flyttades ned till Division II.

## Förlopp
- Säsongen markerade även införandet av sarg. Tidigare hade sarg använts inom bandy i Sovjetunionen, men inte i Norden.[2]
- Publiksiffran 14 987 sattes på matchen AIK-Örebro SK (3-6) på Stockholms stadion den 23 januari 1955, alla tiders publikrekord på en bandymatch i seriespel i Sveriges högsta division.[3]
- Segern i skytteligan delades mellan Arnold Bergström, Nässjö IF och Nils Bergström, Nässjö IF med 16 fullträffar vardera.[4].

## Seriespelet

### Division I norra
| Nr | Lag            | S | V | O | F | +/-     | P  |
| -- | -------------- | - | - | - | - | ------- | -- |
| 1  | Edsbyns IF     | 7 | 5 | 1 | 1 | 26 - 13 | 11 |
| 2  | Bollnäs GIF    | 7 | 5 | 1 | 1 | 24 - 11 | 11 |
| 3  | Forsbacka IK   | 7 | 3 | 2 | 2 | 16 - 14 | 8  |
| 4  | Västanfors IF  | 7 | 2 | 3 | 2 | 25 - 21 | 7  |
| 5  | Skutskärs IF   | 7 | 2 | 2 | 3 | 22 - 25 | 6  |
| 6  | Sandvikens AIK | 7 | 2 | 2 | 3 | 14 - 18 | 6  |
| 7  | Brobergs IF    | 7 | 1 | 2 | 4 | 14 - 29 | 4  |
| 8  | IK Sirius      | 7 | 1 | 1 | 5 | 16 - 26 | 3  |

### Division I södra
| Nr | Lag             | S | V | O | F | +/-     | P  |
| -- | --------------- | - | - | - | - | ------- | -- |
| 1  | Örebro SK       | 7 | 6 | 1 | 0 | 43 - 15 | 13 |
| 2  | Nässjö IF       | 7 | 4 | 1 | 2 | 39 - 29 | 9  |
| 3  | Slottsbrons IF  | 7 | 4 | 1 | 2 | 21 - 23 | 9  |
| 4  | IF Göta         | 7 | 3 | 1 | 3 | 17 - 15 | 7  |
| 5  | AIK             | 7 | 3 | 0 | 4 | 21 - 25 | 6  |
| 6  | Lesjöfors IF    | 7 | 2 | 1 | 4 | 25 - 30 | 5  |
| 7  | Katrineholms SK | 7 | 2 | 0 | 5 | 12 - 20 | 4  |
| 8  | BK Derby        | 7 | 1 | 1 | 5 | 13 - 34 | 3  |

## Svensk mästerskapsfinal
- 20 februari 1955: Örebro SK-Edsbyns IF 7-1 (Stockholms stadion)

## Svenska mästarna
Mall:Örebro SK Bandy 1955

### Fotnoter
1. ↑  Erik Jonsson. ”1950–1959”. Svenska Bandyförbundet. Arkiverad från originalet den 17 mars 2020. https://web.archive.org/web/20200317215225/https://www.svenskbandy.se/BANDYFINALEN/HISTORIK/Svenskamastare/Herrar/1950-1959. Läst 21 mars 2020.
2. ↑  Claes-G. Bengtsson (23 november 2007). ”Sargens entré förändrade bandyn”. Svenska Bandyförbundet. Arkiverad från originalet den 28 mars 2016. https://web.archive.org/web/20160328074123/http://www.svenskbandy.se/NYHETER/CLASSESHISTORISKAHORNA/Aldrekronikor/Sargensentreforandradebandyn/. Läst 23 november 2007.
3. ↑  Claes-G. Bengtsson (1 juni 2009). ”Låt stadion åter bli bandyns nationalarena”. Svenska Bandyförbundet. Arkiverad från originalet den 28 mars 2016. https://web.archive.org/web/20160328024455/http://www.svenskbandy.se/NYHETER/CLASSESHISTORISKAHORNA/Aldrekronikor/Latstadionaterblibandynsnationalarena/. Läst 2 juni 2009.
4. ↑  Erik Jonsson. ”Skyttekungar”. Svenska Bandyförbundet. Arkiverad från originalet den 11 mars 2016. https://web.archive.org/web/20160311201110/http://www.svenskbandy.se/SERIERCUPER/ELITSERIENHERR/HISTORIKSTATISTIK/STATISTIK/Malstatistik-overgripande/Skyttekungar/. Läst 11 oktober 2009.